# Camellia rhytidocarpa
Camellia rhytidocarpa är en tvåhjärtbladig växtart som beskrevs av Ho Tseng Chang och S.Y. Liang. Camellia rhytidocarpa ingår i släktet Camellia och familjen Theaceae. Utöver nominatformen finns också underarten C. r. microphylla.